# Momordicine
La Momordicine I, ou 3,7,23-trihydroxycucurbitan-5,24-dien-19-al, est un composé chimique présent dans les feuilles de la liane du Melon amer (Momordica charantia). Ses propriétés biologiques font l'objet de publications académiques.

## Description
La courge amère contient plus de 260 triterpénoïdes de type cucurbitane, dont au moins 11 5,19-hémiacétals, 40 5,19-méthylacétals, 46 méthyléthers, 6 5,19-éthylacétals  et 7 éthyléthers, la momordicine I est l'un des plus abondants. Le composé a été isolé et caractérisé en 1984 par M. Yasuda et al. . Il s’agit d’un solide cristallin blanc de formule C30H48O4, qui fond entre 125 et 128 °C. Il peut être extrait des feuilles sèches broyées par le dichlorométhane. Il est insoluble dans l’eau et soluble dans le méthanol.
En 2014, l'étude phytochimique de l'extrait éthanolique des feuilles de M. charantia permet d'isoler 2 nouveaux triterpénoïdes de type cucurbitane et de 4 triterpénoïdes connus. Les premiers sont décrits comme momordicines I et II. La momordicine I peut être extraite des tiges, des feuilles et des fruits de M. charantia. La momordicine II peut être isolée des feuilles.
Un glycoside apparenté, momordicoside, se trouve dans le fruit immature,.

### Les composés triterpéniques deM. charentia
Parmi les composés mineurs décrit par Sabira Begum et al. (1997):
- Momordicine-28 : 13-hydroxy-28-methoxy-urs-11-en-3-one, C31 H50 O 3
- Momordicinine : 13β,28-epoxy-urs-11-en-3-one, C36 H60 O,

- Momordiciline : 24-[1′-hydroxy,1′-methyl-2′-pentenyloxyl]-ursan-3-one , C36 H60 O3,
- Momordénol : 3β-hydroxy-stigmasta-5,14-dien-16-one, C29 H46 O2[9]
- Momordol : 1-hydroxy-1,2-dimethyl-2-[8′,10′-dihydroxy-4′,7′-dimethyl-11′-hydroxy methyl-trideca]-3-ethyl-cyclohex-5-en-4-one, C26 H48 O5.

## Potentiel thérapeutique
In silico (2024) la charantine, la vicine, le momordénol, la momordiciline et le momordicoside ont une capacité à interagir avec le récepteur humain de l'UDP-galactose 4-épimérase, une enzyme clé impliquée dans le métabolisme du glucose.
Dans l'état actuel des publications, en l'absence d'études cliniques normalisées le potentiel thérapeutique de la momordicine est suspecté.

### Toxicité
De même la toxicité chez l'homme est réputée faible à partir du modèle murin («sans effet secondaire toxique apparent chez la souris»). Chez l'insecte, in vitro (2015), la cytotoxicité de la momordicine I est beaucoup plus élevée que celle de la momordicine II sur les cellules ovariennes de Spodoptera litura . 

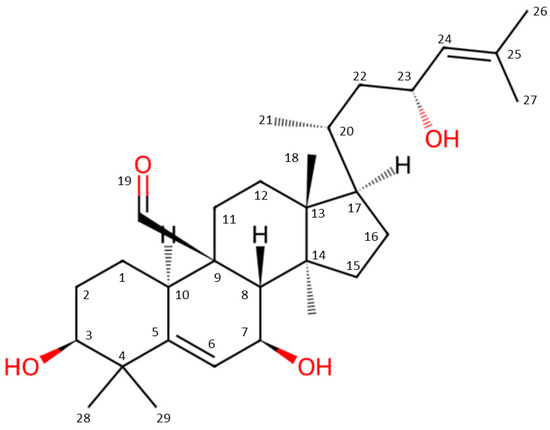
Structure chimique et numérotation atomique de la momordicine I.

Dans une synthèse sur la momordicine I Pai-Feng Kao et al. écrivent (2024) : «Des études précliniques ont montré que la momordicine I possède des propriétés antihypertensives, anti-inflammatoires, antihypertrophiques, antifibrotiques et antioxydantes, témoignant de son potentiel thérapeutique dans les maladies cardiovasculaires. Ses mécanismes incluent la modulation de la signalisation de l'insuline, l'inhibition des voies inflammatoires et l'induction de l'apoptose dans les cellules cancéreuses. [ ] La momordicine I pourrait réduire l'inflammation en inhibant des cytokines pro-inflammatoires, réduisant  l'expression des molécules d'adhésion, supprimant l'activation de NF-κB, modulant la voie Nrf2 et en supprimant la voie c-Met/STAT3.  [ ] Si son efficacité est prouvée, la momordicine I pourrait avoir un impact considérable sur la cardiologie clinique en agissant comme un nouveau traitement d'appoint ou une alternative thérapeutique pour les maladies cardiovasculaires».
Chez C. elegans des propriétés hypolipidémiantes (inhibition de la différenciation des préadipocytes et de la synthèse des graisses) des momordicine I et II issues des saponines du M. charentia ont également été mise en évidence (2024).

### voir aussi
- Momordica charantia